# Verbandsliga 1913-1914
L'edizione 1913-14 della Verbandsliga vide la vittoria finale del SpVgg Fürth.
Capocannoniere del torneo fu Karl Franz (SpVgg Fürth), con 5 reti.

## Partecipanti
| Squadra                       | qualificata come                                        |
| SV Prussia-Samland Königsberg | Campione del Baltischen Rasensport-Verbandes            |
| FC Askania Forst              | Campione del Südostdeutschen Fußballverbandes           |
| Berliner BC                   | Campione del Verbandes Brandenburger Ballspielvereine   |
| SpVgg 1899 Lipsia-Lindenau    | Campione del Verbandes Mitteldeutscher Ballspielvereine |
| VfB Lipsia                    | Detentore del titolo                                    |
| Altonaer FC 93                | Campione del Norddeutschen Fußballverbandes             |
| Duisburger SpV                | Campione del Westdeutschen Spielverbandes               |
| SpVgg Fürth                   | Campione del Verbandes Süddeutscher Fußballvereine      |

## Fase finale

### Quarti di finale
| SV Prussia-Samland Königsberg | 1 – 4 | VfB Lipsia |

| SpVgg 1899 Lipsia-Lindenau | 1 – 2 | SpVgg Fürth |

| Berliner BC | 4 – 0 | FC Askania Forst |

| Duisburger SpV | 4 – 1 dts | Altonaer FC 93 |

### Semifinali
| SpVgg Fürth | 4 – 3 dts | Berliner BC |

| VfB Lipsia | 1 – 0 | Duisburger SpV |

### Finale
| SpVgg Fürth | 3 – 2 dts | VfB Lipsia |

## Verdetti
- SpVgg Fürth campione di Germania 1914.